# M 34 (звёздное скопление)
M 34 (также известно как Мессье 34 или NGC 1039) — рассеянное звёздное скопление в созвездии Персея.

## История открытия
Скопление было открыто Джованни Баттистой Годиерной до 1654 года. Было включено Шарлем Мессье в каталог кометоподобных объектов в 1764 году.

## Интересные характеристики
M 34 находится на расстоянии 1400 световых лет от Земли. Оно содержит около 100 звёзд. M 34 занимает на небе 35′, что соответствует радиусу в 7 световых лет.

## Наблюдения

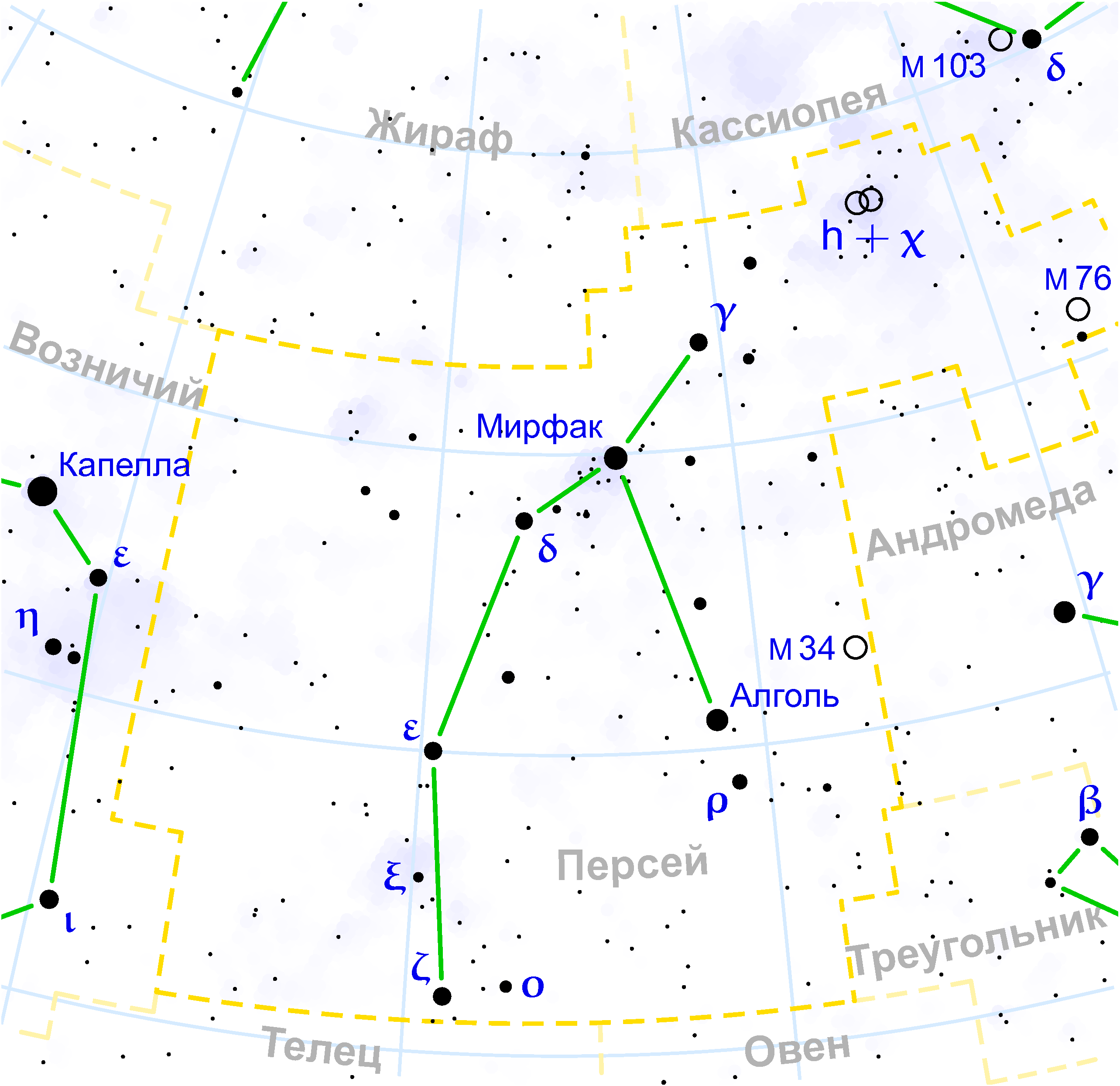
Рассеянное скопление M 34 находится в созвездии Персея

Это скопление расположено в западной части созвездия Персея и доступно для наблюдения почти круглый год. Лучшее время для наблюдения в северном полушарии Земли — осень-зима. Если на полпути от γ Андромеды до β Персея (Алголь) вы легко видите туманную «звёздочку» этого скопления, то небо неплохое для наблюдений диффузных объектов дальнего космоса. В полевой бинокль это скопление легко находится, и в нём, кроме диффузной составляющей, видны 7-8 звёзд. В любительский телескоп средней апертуры (от 120 мм) в скоплении видно примерно с полсотни звёзд, из которых с десяток — яркие, голубовато-белые — выстроены в дугообразный рисунок с парной звездой на вершине дуги.

### Соседи по небу из каталога Мессье
- M 31 — (на запад) знаменитая Туманность Андромеды со своими ближними спутниками M 32 и M 110;
- M 76 — (на северо-восток, в сторону α Кассиопеи) Малая Гантель, планетарная туманность;
- M 33 — (на юго-запад) галактика Треугольника;
- M 45 — (на юго-восток) Плеяды, замечательно яркое скопление и отражательная туманность вокруг них